# Съкровищницата на Атрей
Съкровищницата на Атрей (Гробница на Атрей, Гробница на Агамемнон) е монументална куполна гробница тип толос, вградена в хълма Панагия (Богородица) в Микена. През 1879 г. е разкопана и изследвана от немския археолог Хайнрих Шлиман. Всъщност, гробницата няма никаква връзка нито с Атрей, нито с Агамемнон, защото погребаният там владетел е живял доста по-рано и от двамата. Наречена е така от Шлиман и оттогава се използва това име.

## Общи данни
Според труда на Павзаний, древногръцки писател и географ от 2 век, съоръжението е построено през Бронзовата епоха, между 1350 и 1250 г. пр.н.е. и в нея са погребани останките на цар Атрей, или на един от синовете му – Агамемнон или Менелай. Гърците смятали, че в гробницата се съхраняват приказни богатства и затова я нарекли „съкровищница“. Не е ясно какви точно съкровища е крил толосът, тъй като още в древни времена е бил разграбен от иманяри.
Гробницата е разположена самостоятелно, далеч от другите „царски“ гробници, които са групирани заедно близо до крепостта на Микена. Тя е едно от най-големите и внушителни куполни съоръжения на древния свят и една от най-известните микенски постройки. Това е и една от единствените две двукамерни гробници, открити в Гърция. Най-голяма и най-впечатляваща е и от деветте толоса в Микена. Продължава да бъде най-високият и най-широк свободно стоящ купол в света за повече от хиляда години, когато през I век е построен храмът на Меркурий (Храм на Ехо) в Бая и през 2 век – Пантеонът в Рим.

## Екстериор
Съкровищницата на Атрей се състои от отворен към небето дромос, куполна гробна камера и малко кубично допълнително помещение, свързано с погребалната камера с къс коридор. Дромосът е наклонен коридор, изсечен в хълма и облицован с дялан камък. Дължината му е 36 м, а ширина – 6 м. Входът към вътрешните помещения е с височина 5,4 м и ширина 2,66 м. Съдейки по отверстията в прага, той е бил затворен със здрава двукрила порта.
Щурцът над вратата е направен от два огромни каменни блока. По-големият от тях има дължина около 9 м, ширина 5 м, дебелина 1,2 м, а теглото му е 120 тона и е считан за най-големия в света. Бил е украсен с релефни гравирани плочки. Над него е оставен облекчаващ триъгълен отвор, стените на който разпределят напрежението надолу и намаляват тежестта, падаща върху щурца. За да не се наруши закръглеността на помещението, отвътре блокът е изсечен дъговидно.
Входът е бил украсен с два много тънки минойски пиластри, чиито стволове и капители са покрити с орнаменти. Изработени са от зелен мрамор и декорирани със зигзагообразни шарки. Над тях е архитравът, следван от фриз с розетки и спирални орнаменти. Декорацията продължава в ивици от червен мрамор, които затварят триъгълния отвор над портата. От двете страни на триъгълния отвор е имало още една двойка по-малки пиластри от червен мрамор, увенчани от лек корниз. Днес части от двете по-големи полуколони се намират в Британския музей в Лондон. Стената на дромоса около входа е била облицована с червен мрамор.

## Интериор
Самият толос представлява голяма кръгла камера с диаметър 14,5 м, покрита с куполообразен каменен свод с височина 13,2 м. Строителството започва като се изкопава голям ров вертикално в хълма, като кладенец. Зидането първоначално се прави също вертикално, по периферията на мислен цилиндър. Над него зидарията е полагана на пръстени така, че всеки следващ ред леко да надвисва над предшестващия, докато на върха остане само малък отвор. Най-отгоре завършва с единичен ключов камък, което илюстрира усъвършенстваната строителна техника в онова време. Накрая вътрешната повърхност се изглажда ръчно и се пристъпва към декорацията. Структурата е уникална, тъй като е построена без използването на подпорни колони. Изградена е от огромни каменни блокове, без използването на свързващ материал. Строена е от рязани и полирани камъни, за да получи куполът възможно най-гладка вътрешна стена.
Вътрешността на гробницата е декорирана със златни, сребърни и бронзови розетки, от които днес нищо не е запазено. Съдейки по намерените многобройни бронзови гвоздеи, няколкостотин от бронзовите розетки са украсявали тавана. Някои елементи са инкрустирани с червен порфир и зеленикав алабастър, което е изненадващ лукс за Бронзовата епоха.
В северна посока толосът е свързан с къс коридор, който води до същинската гробна камера. Това е доста по-малко, странично разположено, почти кубично помещение, изсечено в скалата. Затворено е с врата от същия вид както входната порта, но в по-малък мащаб. Погребалните останки са полагани в нея, докато главната камера вероятно е била запазена за извършване на ритуали.
- Входът
- Интериор
- Детайли от фасадата и дясната колона
- Реконструкция на колоните в Атинския археологически музей
- Колоната и капителът
- Зидарията на дромоса